# Ostrov (Úmyslovice)
Ostrov je vesnice v okrese Nymburk, je součástí obce Úmyslovice. Nachází se 1 km na jih od Úmyslovic. Zástavba je soustředěna podél hlavní silnice a je tvořena několika rodinnými domy a staveními. Je zde evidováno 14 adres.

## Historie
První písemná zmínka o vesnici pochází z roku 1777.
V noci z 28. na 29. prosince 1941 zde byl vysazen Josef Valčík ze skupiny Silver A. Na místě se nachází památník.

## Další fotografie

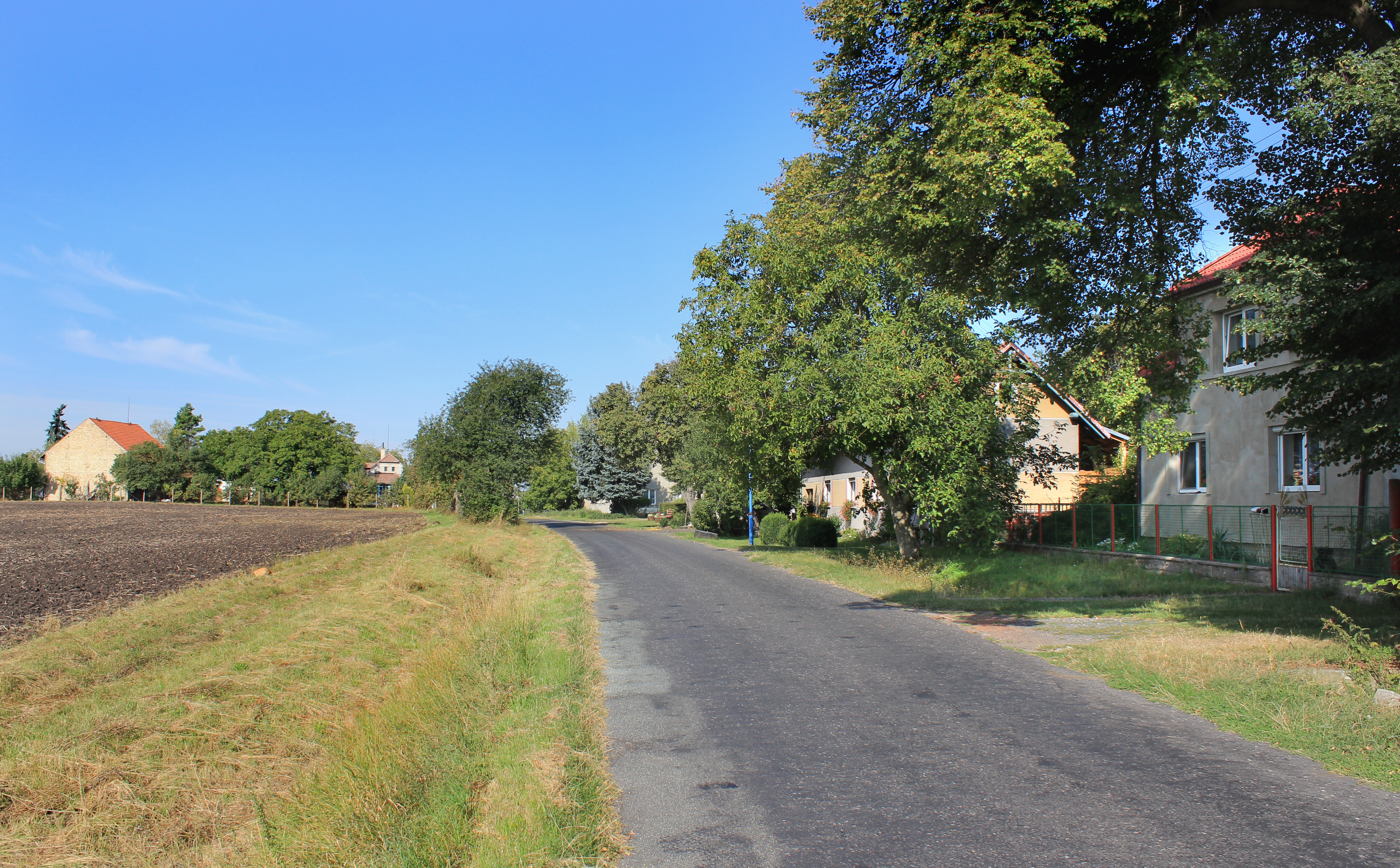
Hlavní a jediná silnice
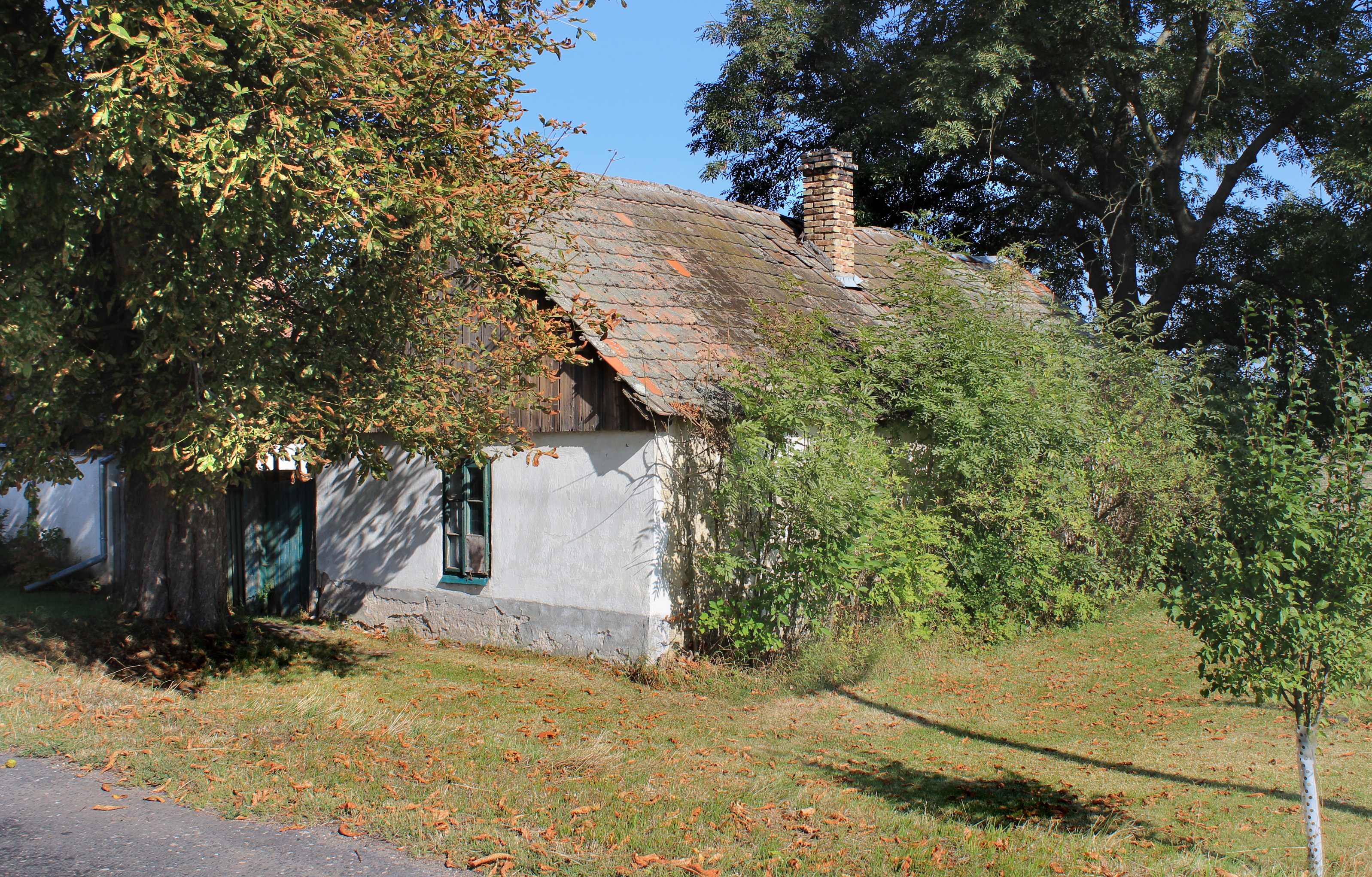
domek čp. 8
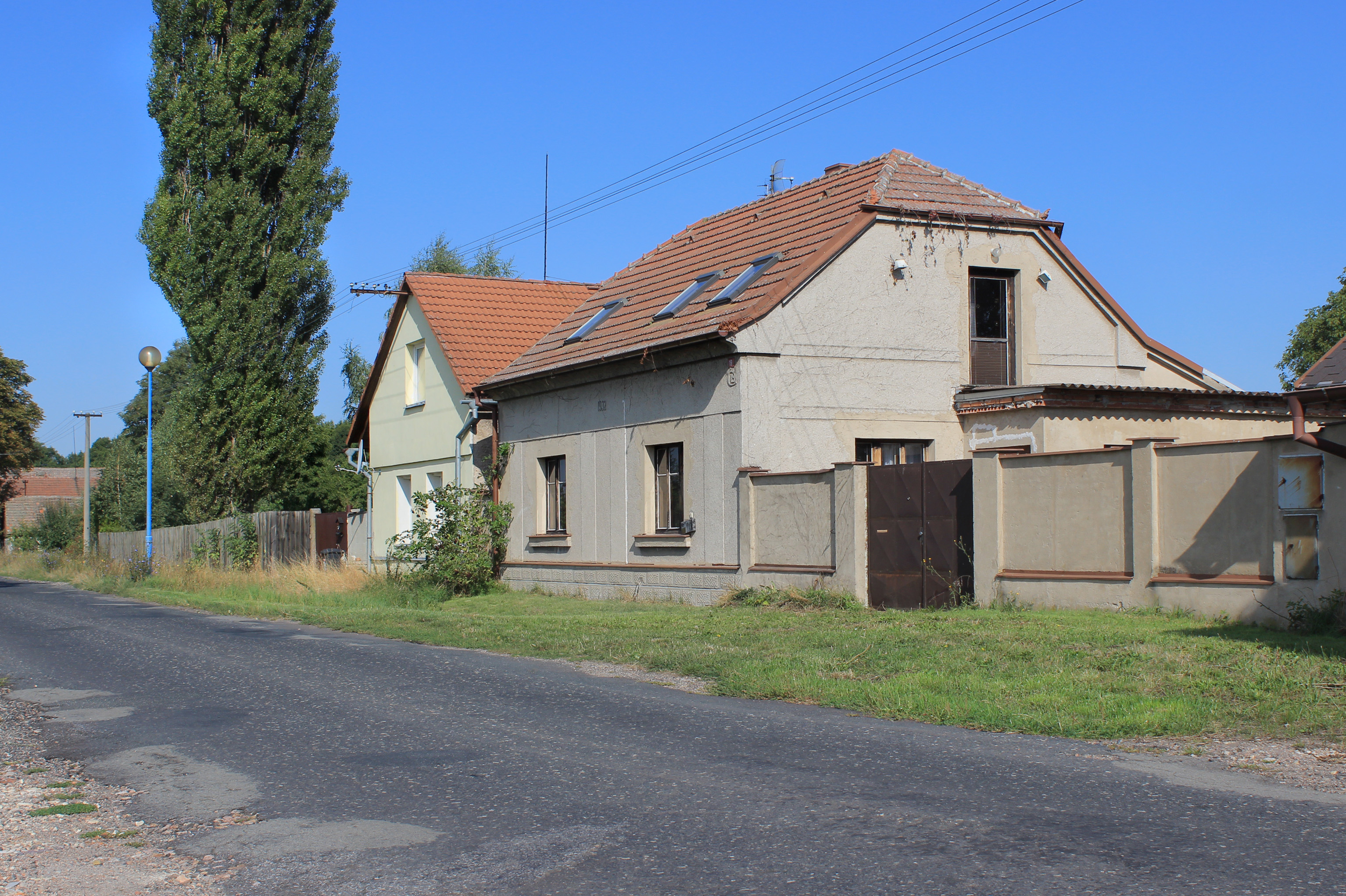
Dům čp. 19
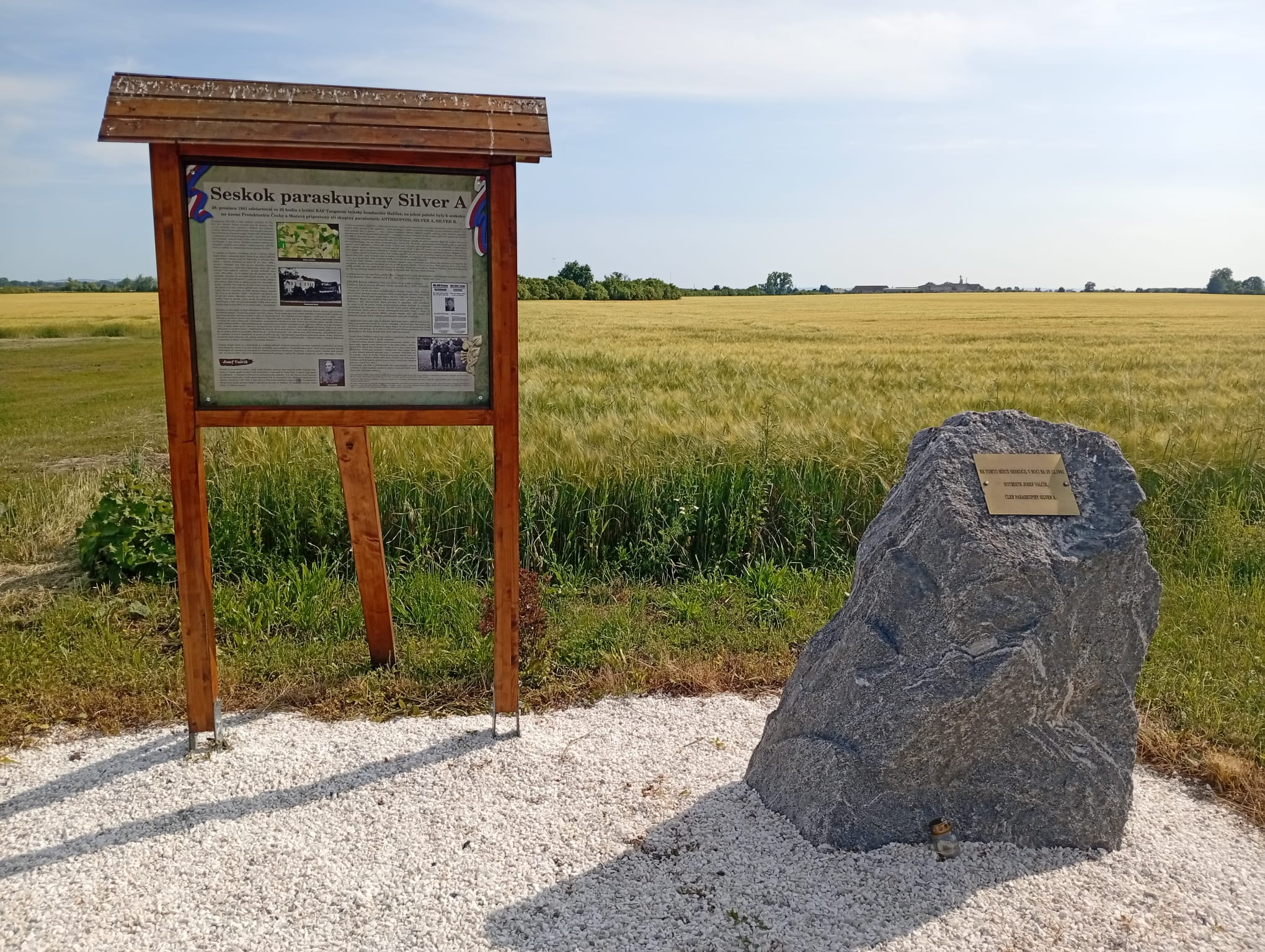
Památník v místě seskoku Josefa Valčíka v Ostrově
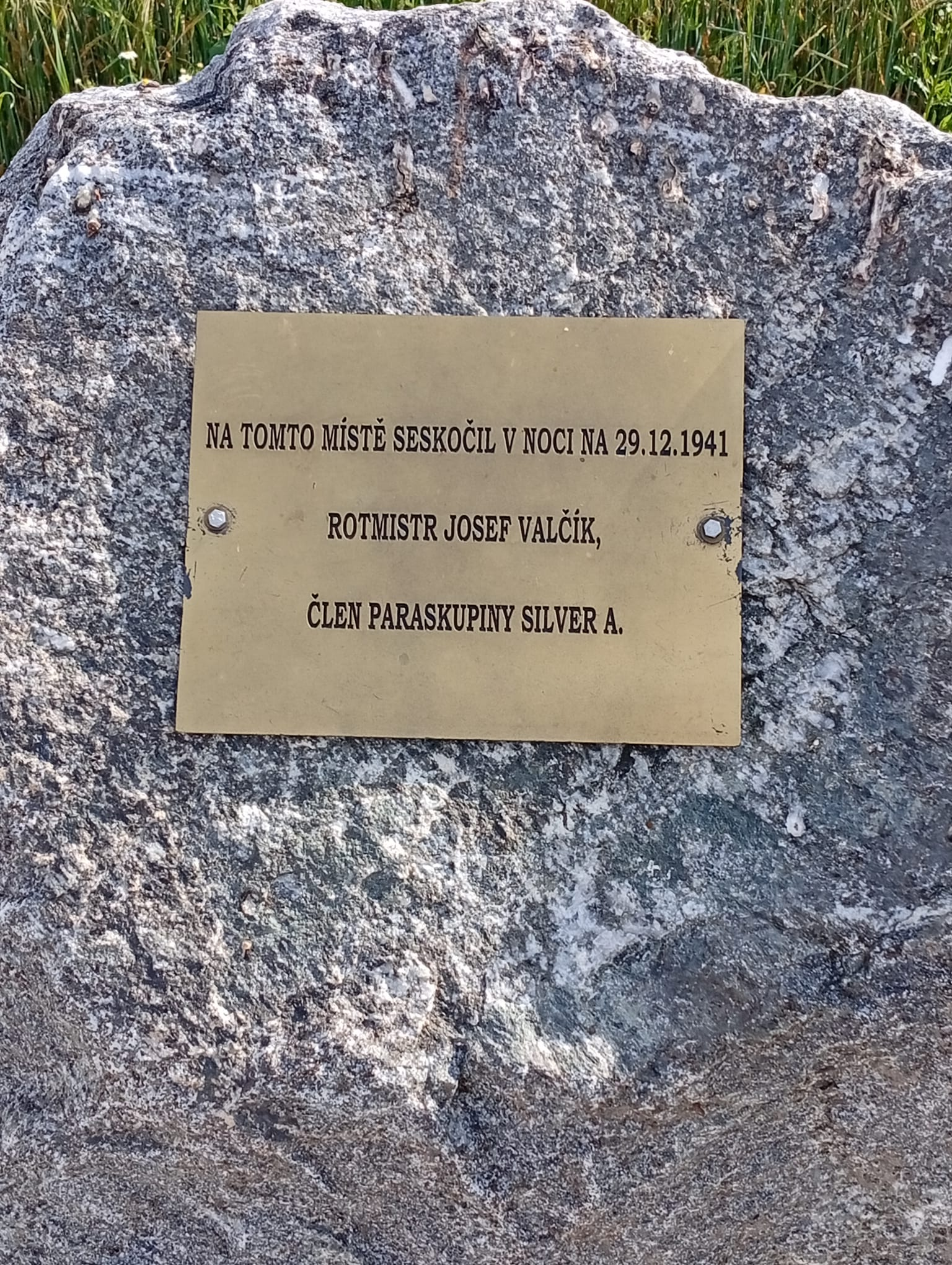
Pamětní deska na památníku v místě seskoku Josefa Valčíka